# Il fuggiasco (film 2003)
(Massimo Carlotto)
Il fuggiasco è un film del 2003, diretto da Andrea Manni.
È tratto dall'omonimo romanzo autobiografico di Massimo Carlotto, sul suo periodo di latitanza in Francia e in Messico.

## Trama
É il 1976, il ventenne Massimo Carlotto viene accusato di omicidio e obbligato a scontare diversi anni in carcere. In seguito alla sua fuga si rifugia prima in Francia e dopo in Messico.
Tradito e venduto alla polizia torna in Italia, nella quale il suo diviene un noto caso giudiziario.
Infine riuscirà ad ottenere la grazia dal Presidente della Repubblica, nel 1993.

## Riconoscimenti
- David di Donatello
  - Candidatura al David di Donatello per il miglior regista esordiente (Andrea Manni)
- 2004 - Ciak d'oro
  - Categoria Mini - bello & invisibile a Andrea Manni
- 2004 - Globo d'oro
  - Migliore opera prima (Andrea Manni) e attore rivelazione (Daniele Liotti)